# Denataliteit

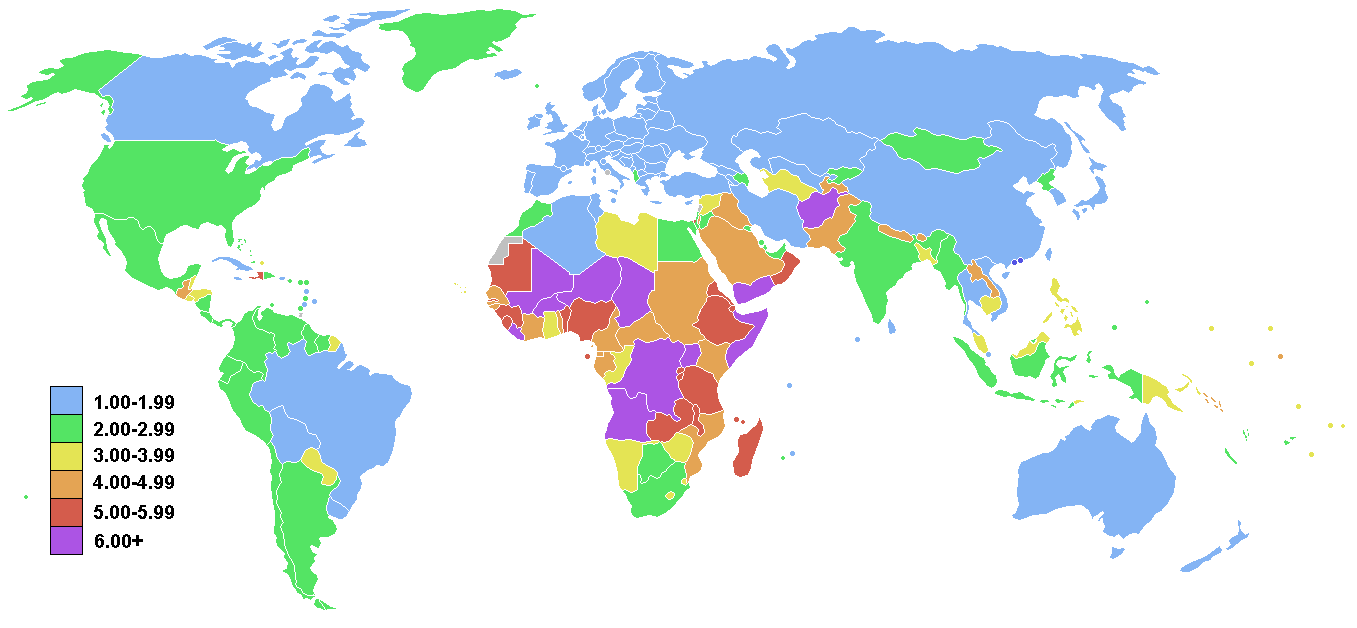
Landen verdeeld naar geboortecijfer

Denataliteit is in de demografie een dermate laag geboortecijfer dat de bevolking veroudert en niet in stand gehouden wordt. Denataliteit kan leiden tot bevolkingsdaling, vergrijzing en ontgroening.

## Geboorteoverschot
Het geboorteoverschot is het verschil tussen het aantal levend geboren kinderen en het aantal sterfgevallen per 1000 inwoners. In landen met een hoog geboortecijfer kan dit geboorteoverschot 40‰ bedragen, maar het kan ook negatieve waarden aannemen. Dit doet zich sinds het einde van de twintigste eeuw voor in vele Europese landen. Zo bedroeg het geboorteoverschot van West-Duitsland in 1979 -2,1‰.
In Nederland daalde het geboorteoverschot tussen 1960 en 1970 van 15‰ naar minder dan 5‰.

## Reproductiecoëfficiënt
De reproductiecoëfficiënt is het aantal kinderen dat gemiddeld per vrouw wordt geboren. In de ontwikkelde landen moet deze coëfficiënt 2,1 bedragen om een stabiel bevolkingsaantal te behouden. In België bedroeg deze verhouding in 1992 slechts 1,5 kinderen per vrouw. In dat geval spreekt men van denataliteit. In Nederland ligt deze anno 2010 op ongeveer 1,8 kinderen per vrouw. In geheel Duitsland ligt deze beneden de 2. Daar daalt de bevolking nu ook al in alle deelstaten.

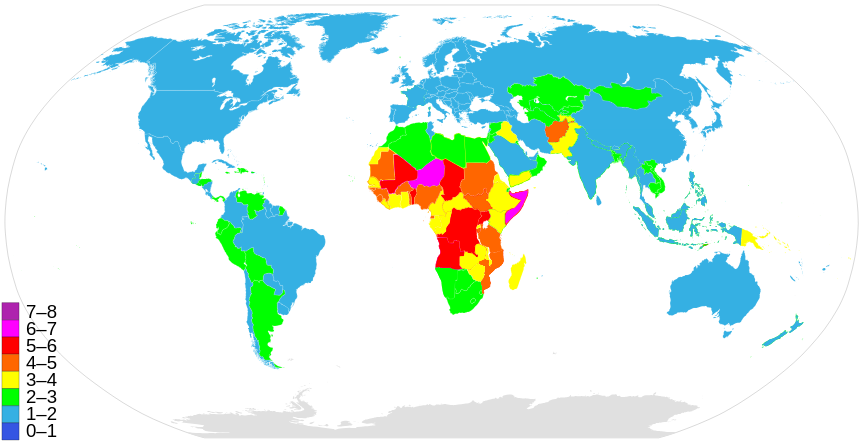
Landen verdeeld naar reproductiecoëfficiënt